# أولاد عدي لقبالة
أولاد عدي لقبالة بلدة وبلدية تابعة لدائرة أولاد دراج في ولاية المسيلة بالجزائر.